# 2024年加利福尼亞州6號提案
6號提案（英語：Proposition 6，專有名詞縮寫），是美國加利福尼亞州於2024年11月5日提出的一次公投，提案訴求監獄不得在未徵詢收容罪犯意見下，擅自讓收容罪犯進行非自願性強迫勞動
。